# Armadillidium nitidulus
Armadillidium nitidulus is een pissebed uit de familie Armadillidiidae. De wetenschappelijke naam van de soort is voor het eerst geldig gepubliceerd in 1915 door Collinge.